# 圣特雷菲娜
圣特雷菲娜（法語：Sainte-Tréphine，法語發音：[sɛ̃t tʁefin]）是法国阿摩尔滨海省的一个市镇，位于该省南部偏西，属于甘冈区。

## 地理
圣特雷菲娜（48°16'12"N, 3°9'15"W）面积12.52 平方千米，位于法国布列塔尼大區阿摩尔滨海省，该省份为法国西北部沿海省份，位于布列塔尼半岛北部，北濒大西洋英吉利海峡，西接菲尼斯泰尔省，南至莫尔比昂省，东临伊勒-维莱讷省。
与圣特雷菲娜接壤的市镇（或旧市镇、城区）包括：古阿雷克、普卢盖内韦勒、普卢内韦坎坦、圣尼古拉迪佩莱姆、圣伊若、布拉韦河畔邦勒波。

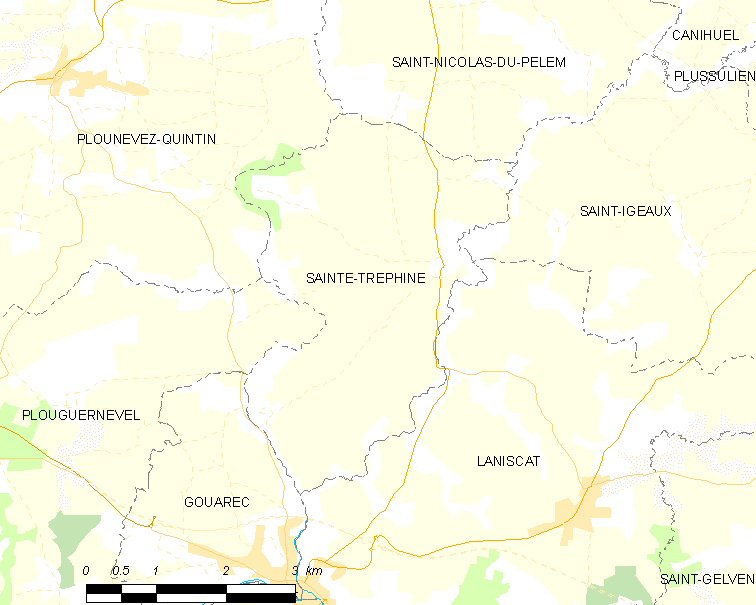
圣特雷菲娜的OSM定位图

圣特雷菲娜的时区为UTC+01:00、UTC+02:00（夏令时）。

## 行政
圣特雷菲娜的邮政编码为22480，INSEE市镇编码为22331。

## 政治
圣特雷菲娜所属的省级选区为罗斯特勒南县。

## 人口

1962-2008年间圣特雷菲娜人口变化图示

圣特雷菲娜于2022年1月1日时的人口数量为187人。

## 交通
阿摩尔滨海省省道D5线经过境内。